# Анина архива
Анина архива је бесплатни непрофитни метапретраживач библиотеки из сенке на мрежи који пружа приступ разним изворима књига (такође преко IPFS-а), створен од стране тима анонимних архиватора (који се називају Ана и/или Pirate Library Mirror (PiLiMi) тим и покренут као директан одговор на напоре органа за спровођење закона, уз формалну помоћ Удружења издавача и Удружења аутора, да затворе З-библиотеку у новембру 2022.
Као такав, тим Анине архиве тврди да обезбеђује приступ метаподацима материјалима Отворене библиотеке, да представља резервну копију библиотека сенки Library Genesis, Sci-Hub, Z-Library, представља ISBN информације, нема материјале заштићене ауторским правима на својој веб страници и индексира само метаподатке који су већ јавно доступни. Анина архива напомиње да њихова веб локација, непрофитни пројекат, прихвата донације за покривање трошкова (хостинг, имена домена, развој и слично).
Анина архива напомиње да „ информације желе да буду слободне“, и да чланови тима „снажно верују у слободан проток информација и очување знања и културе“. Према веб страници, Анина архива („претраживач библиотека сенки: књига, новина, стрипова, часописа“) је „пројекат који има за циљ да каталогизира све постојеће књиге, прикупљањем података из различитих извора... [и да] пратити напредак човечанства ка томе да све ове књиге буду лако доступне у дигиталном облику, кроз „библиотеке из сенке.“  Тим је такође приметио: „Ми смо на другом крају спектра [од З-библиотеке и сродних]; веома смо пажљиви да не оставимо никакав траг и имамо јаку оперативну сигурност". Према веб страници Аниног архива: „Проширите вест о Аниној архиви на Твитеру, Редиту, ТикТоку, Инстаграму, у свом локалном кафићу или библиотеци, или где год да идете! Не верујемо у вратаре — ако нас уклоне, једноставно ћемо се појавити негде другде, пошто су сав наш код и подаци потпуно отвореног кода.“